# Zsoldos Benő (járásbíró)
Zsoldos Benő (Sárospatak, 1875. december 3. – Budapest, Ferencváros, 1943. december 4.) királyi járásbíró, jogi szakíró, műfordító.

## Életpályája
Zsoldos Benő filológus és Raisz Amália fia. Sárospatakon végezte középiskolai tanulmányait, azután 1893-5-ben teologiát, majd Kolozsvárott egy évig bölcsészetet hallgatott. Sárospatakon elvégezvén a négyévi jogi tanfolyamot, államvizsgát tett s 1900-ban a sátoraljaújhelyi királyi törvényszékhez neveztetett ki joggyakornoknak. 1901-ben Sátoraljaújhelyen járásbírósági aljegyző lett, 1902-ben áthelyezték a zombori királyi törvényszékhez, hol 1907-ben jegyzővé lépett elő. 1909-ben a székelyudvarhelyi királyi törvényszékhez nevezték ki albírónak, egy év mulva pedig ismét Zomborba járásbírónak. A római Società Internazionale degli Intellectuali c. tudományos irodalmi és művészeti társaság első delegátusává (primo delegato) választotta 1908-ban.
1943. december 4-én szombaton este fél 6 óra tájban rövidzárlat következtében a villanyvilágítás a főváros több helyén szünetelt. Zsoldos Benő Mester utca 11. szám alatti lakásáról elindult és egy 22-es jelzésű villamosra akart felszállni a Mester utca 26. szám előtt. A sötétben nem vette észre, hogy egy villamos közeledik és a sáros, csúszós úttesten elcsúszott. A villamos mentődeszkája elé került, az több méteren maga előtt hurcolta, mire a villamosvezető leállította a kocsit. Zsoldos Benő koponyaalapi törést és általános idegrázkódtatást szenvedett és a helyszínen elhunyt. Örök nyugalomra helyezték 1943. december 8-án a kőbányai Új köztemetőben a református egyház szertartása szerint. Neje Bieliczky (Bielitzky) Ilona volt.
Cikkei, szépirodalmi, kultúrtörténeti és társadalmi tanulmányai a következő lapokban jelentek meg 1892-től: Ifjú Magyarország, Zemplén, Sárospatak, Tokaj és Vidéke, Erdélyi Napló, Őrálló, Sárospataki Ifj. Közlöny (melynek két éven át szerkesztője is volt), Prof. Egyházi és Iskolai Lap, Debreczeni Protestáns Lap, Vasárnapi Ujság, Új Idők, Jövendő Magyar Világ, Ország-Világ, Élet, Az Ujság, Pesti Hírlap, Budapesti Napló, Budapesti Hírlap, Magyarország, Magyar Hírlap, stb.

## Munkái
1. Bács-Bodrog vármegye törvénykezési viszonyai (Kny. Bécs-Bodrog vármegye monographiájából). Budapest, év n.
2. Lalla Radha és egyéb műfordítások. Budapest, 1909.
3. High Life (Nők a kulturában). Budapest, 1910.